# Alslev (Varde)
Alslev is een plaats in de Deense regio Zuid-Denemarken, gemeente Varde. De plaats telt 1131 inwoners (2008).